# Heather Woods Broderick

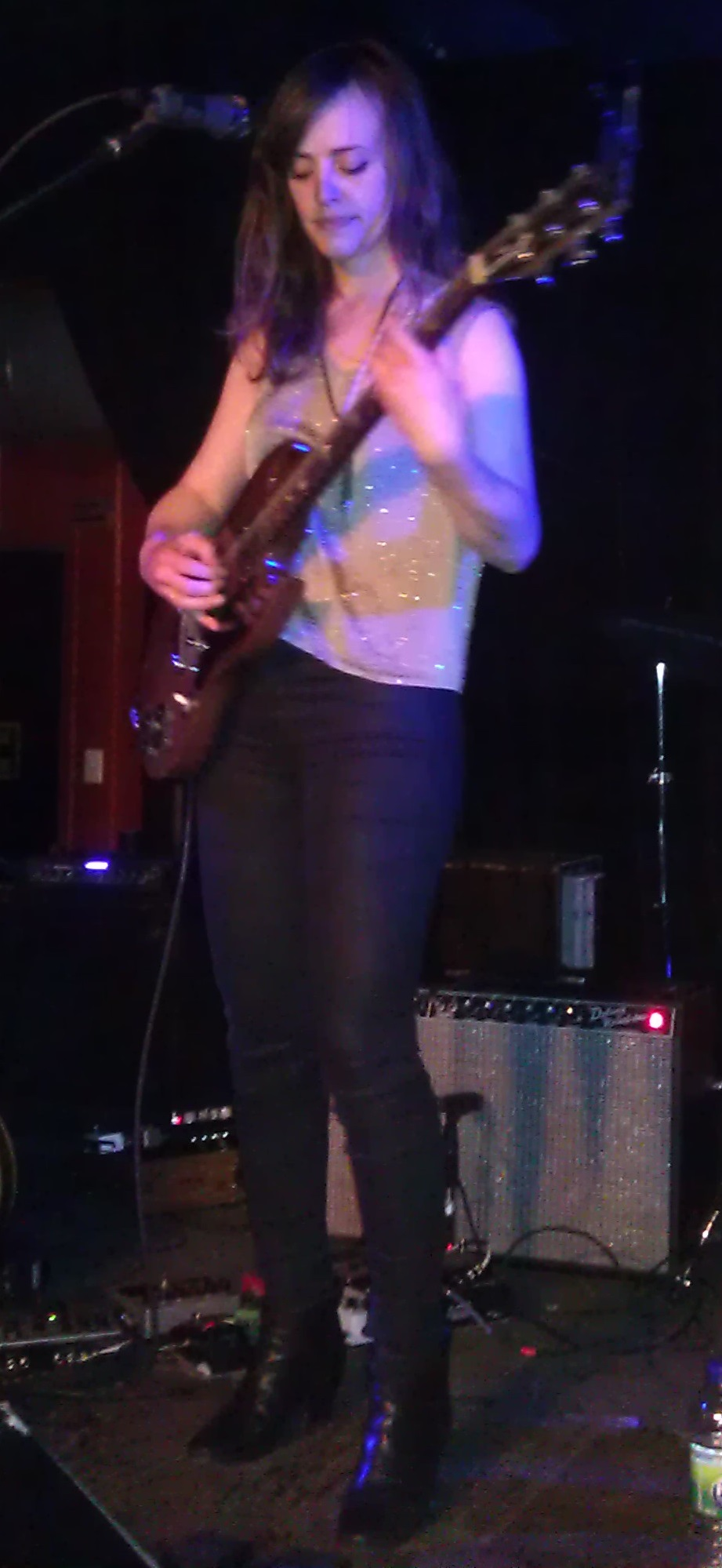
Heather Woods Broderick in Montreal, Québec, 2015

Heather Woods Broderick (* 7. Juni 1983 in Searsmont, Maine) ist eine US-amerikanische Multiinstrumentalistin und Singer-Songwriterin.

## Leben und Werk
Heather Woods Broderick wurde als mittleres von drei Geschwistern in Maine geboren. Im Alter von 8 Jahren zog sie mit ihrer Familie ins ländliche Oregon. Sie wuchs in einem musikalischen Elternhaus auf. Während der Schulzeit lernte sie klassisches Klavier und Querflöte, später kamen Gitarre und Cello hinzu.
Neben ihrem Studium spielte sie in verschiedenen Bands wie Loch Lomond und Horse Feathers. Ihr Studium brach sie 2008 ab und übersiedelte kurz nach der Veröffentlichung des ersten Albums From The Ground (2009) nach Europa. Gemeinsam mit ihrem jüngeren Bruder Peter Broderick folgte sie einer Einladung der dänischen Band Efterklang, auf deren Europa- und Welttournee zu spielen. Es folgte die Zusammenarbeit mit zahlreichen Musikern wie Nils Frahm, Blitzen Trapper, Damien Jurado, Laura Gibson oder Alela Diane.
Nach ihrer Rückkehr in die USA im Jahr 2011 zog Broderick zunächst nach Brooklyn und kam  in Kontakt mit Sharon Van Etten, die sie zwischen 2012 und 2019 mehrfach auf ihren Tourneen begleitete.
Nach der Fertigstellung ihres zweiten Albums Glider (2015) unterstützte Broderick Lisa Hannigan auf deren „At Swim“-Tournee (2016) als Begleitmusikerin und Sängerin. Zudem eröffnete sie Hannigans Konzerte auf dieser Tournee mit einem eigenen Auftritt.
Ab 2019 erschienen in etwas rascherer Folge Brodericks Alben drei bis fünf: Invitation (2019), Domes (2022) und Labyrinth (2023).
Heather Woods Broderick lebt in Los Angeles in Kalifornien.

## Musikalischer Stil
Brodericks Musik folgt keinem festgelegten Stilkonzept, sondern vereint viele musikalische Einflüsse. Rezensenten beschreiben in ihrem zweiten Album Glider zahlreiche Stilelemente: Folk, Folk-Pop, Jazz, Dream Pop, 70s-Pop, Shoegaze-Rock, Americana.
Ihr erstes Album From The Ground, das sie zusammen mit ihrem Bruder Peter einspielte ist noch stark im Folk verwurzelt. Zumeist getragen von akustischer Gitarre oder Piano, wird der melancholische Grundton der Songs durch Streicherarrangements unterstrichen, was ihnen eher eine atmosphärische als rhythmische Prägung verleiht. Im Unterschied zu ihren späteren Alben finden sich hier noch reine Instrumentalstücke. From The Ground brachte ihr erstes Kritikerlob ein.
Auf dem Album Glider dominiert die elektrische Gitarre. Die Arrangements sind üppiger, erwecken aber bisweilen den Eindruck der Schwerelosigkeit. Dabei bleiben die Songs sehr melodisch und im Grundton melancholisch.
Ähnliches gilt für Invitation. Hier wird das Piano stärker in den Vordergrund gestellt. Unterstützt von Streichern, Synthesizern und diesmal zurückhaltender eingesetzten E-Gitarren, wirken die Songs erneut insgesamt eher luftig und atmosphärisch als kompakt oder rhythmisch.
Domes (2022) ist ein Nebenprojekt und beschreitet andere musikalische Wege. Die sieben rein instrumentalen Stücke sind minimalistische Meditationen auf dem Cello, bei denen Broderick mit Loops und „Drones“ arbeitet. Die Stücke waren nur als Übung gedacht, doch die positiven Reaktionen in den sozialen Medien brachten sie und das belgische Label Dauw auf die Idee, diese in limitierter Anzahl für Liebhaber auf Schallplatte und Musikkassette zu veröffentlichen.
Brodericks fünftes Album Labyrinth (2023), das sie unter Mitwirkung von D. James Goodwin weitgehend in Eigenregie einspielte und produzierte, geht erneut neue musikalische Wege. Neben spartanisch instrumentierten, atmosphärisch-balldesken Songs sind für den TripHop charakteristische einfache elektronische Beats, tanzbare Rhythmen und wuchtige Pop-Arrangements zu hören. Piano und Synthesizer dominieren das Album, Gitarren werden dagegen, anders als noch auf Glider, nur sehr sparsam eingesetzt.
Insgesamt ist Labyrinth Brodericks musikalisch bislang vielseitigstes Album, das sich in Teilen einem massenkompatiblen Pop öffnet, ohne jedoch den für sie typischen Klangkosmos zu verlassen. „Stimmliche Harmonien sind immer der Schlüssel zu meinen Liedern mit Texten. [...] Viele der Hauptgesangslinien in diesen Songs sind ziemlich monoton, und die Dimension und Dynamik kommen von den um sie herum aufgeschichteten Gesangsharmonien.“

## Diskografie
Alben
- From The Ground (2009, Preservation/Forced Exposure)
- Glider (2015, Western Vinyl)
- Invitation (2019, Western Vinyl)
- Domes (2022, Dauw, limited Edition als Vinyl-LP und MC)
- Labyrinth (2023, Western Vinyl)

Singles und EPs
- Home Winds (2017, Planthouse)
- Print/Track 01 (2017, Thesis) mit Ed Carlson

Mit anderen Künstlern (Auswahl)
- Loch Lomond: Paper The Walls (2007, Hush Records)
- Horse Feathers: House With No Name (2008, Kill Rock Stars)
- Blitzen Trapper: Destroyer Of The Void (2010, Sub Pop)
- Efterklang: Magic Chairs (2010, Rumraket)
- Seeljocht: Westeynde (2011, Erased Tapes) mit Nils Frahm
- Alela Diane: About Farewell (2013, Spunk/Rusted Blue Records)
- Nightlands: Oak Island (2013, Secretly Canadian)
- Sharon Van Etten: Are We There (2014, Jagjaguwar)
- MayMay: Mountains Hills Plateaus and Plains (2016, Oscarson)
- Alela Diane: Cusp (2018, AllPoints)
- Sharon Van Etten: Remind Me Tomorrow (2019, Jagjaguwar)
- Blitzen Trapper: Holy Smokes Future Jokes (2020, Magnolia Music)